# St.GIGA
St.GIGA (яп. セント・ギガ Сэнто ГИГА) — ныне не функционирующая спутниковая радиокомпания, которая была сформирована в качестве подразделения WOWOW, транслирующей спутниковое телевидение; впоследствии она стала наполовину независимой, создав кэйрэцу со своим родителем. Использовав широковещательную спутниковую сеть для цифрового радиовещания через DTH в качестве эксперимента 30 ноября 1990 года, St.GIGA стала первой в мире спутниковой компанией, транслирующей цифровое радио. Постоянное радиовещание началось 30 марта 1991 года, а к 1 сентября St.GIGA приняла новую концепцию, предложенную продюсером Хироси Ёкои, и начала брать деньги за подписку. После череды финансовых трудностей, в апреле 1995 года компания заключает договор с Nintendo до июня 2000 года, в рамках которого St.GIGA распространяла через спутник видеоигры для владельцев Super Nintendo Entertainment System с дополнением Satellaview. Эта широковещательная рассылка проводилась только в рамках Японии, хотя через St.GIGA Nintendo передавала множество редких дополнений и гайдэнов для таких популярных игр, как The Legend of Zelda, Super Mario Bros. и Kirby. Эти игры никогда не переиздавались и в сегодня поиграть в них можно только с помощью специального эмулятора.

## История
St.GIGA производила радиовещание с 11 марта 1990 года по 28 ноября 2007 года. За это время изменилась как несущая частота, так и ширина полосы вещания. Ниже представлены основные события в истории радиокомпании:
- 2 апреля 1990 года — основание St.GIGA[12]
- St.GIGA начала вещание на BS-3ch в 1990 году через спутник BSAT-2a (компании Broadcasting Satellite System Corporation[англ.])[13]
- В августе 1991 года St.GIGA перешла на спутник BSAT-3a и в сентябре начала вещание на канале BS-5ch[11]
- 23 апреля 1995 года — началось вещание для модемов Satellaview, которые были разработаны для игровой приставки Super Nintendo Entertainment System. С помощью этого устройства игроки могли соединяться с St.GIGA и загружать новости, а также специально разработанные игры
- 30 июня 2000 года — Nintendo официально заявляет об окончании вещания для Satellaview[14]
- 1 декабря 2000 года — St.GIGA начинает вещание на 333 канале[11]
- 21 марта 2003 года — St.GIGA переименована в Club COSMO
- 1 октября 2003 года — Club COSMO продан компании WINJ
- 2005 год — вещание на 5-м канале стало аналоговым (31 марта), а также был полностью выполнен переход на 333 канал (10 мая)[11]
- 28 ноября 2007 года — передача данных по всем полосам, выкупленным Club COSMO, остановлена и сертификат компании на спутниковое вещание отозван[11].

## Этапы развития компании
В 1990 году японская компания спутникового телевидения, WOWOW решила расширить спектр своих услуг и дополнительно предоставлять спутниковое радио. Было принято решение создать дочернюю компанию под названием St.GIGA. На должность директора назначили Хироси Ёкои (яп. 横井宏), который ранее создал популярное радио J-Wave FM.
Вскоре после назначения на должность Ёкои разработал радикальную концепцию для радиостанции. Изначально WOWOW скептически отнеслась к этому предложению, но через несколько месяцев обычного спутникового радиовещания, было решено дать Ёкои шанс, а затем ему позволили полностью планировать будущее компании.

### «Шквал звука»
Под руководством Хироси Ёкои слоганом St.GIGA стало «I’m here. — I’m glad you’re there. — We are St.GIGA.» (рус. «Я здесь. — Я рад, что ты здесь. — Мы St.GIGA»). Это отсылка к роману Сирены Титана американского писателя Курта Воннегута, в котором инопланетные формы жизни под названием гармониумы общаются только с помощью фраз «Вот и я!» и «Как я рад!» (вторая фраза является автоматическим ответом на первую). Ёкои, находясь под сильным влиянием работ Курта Воннегута и книги Кевина У. Келли «Родная планета», разработал новую концепцию для радиостанции, которая стала революционной в этой области.